# Massila
Massila (em árabe: المسيلة; romaniz.: al-Masila; em francês: M'sila, Msila ou MSila) é a capital da província de Massila, Argélia. Segundo o censo de 2008, a população total da cidade era de 132 975 habitantes.